# Fronda (czasopismo)
Fronda, Fronda Lux – społeczno-polityczny kwartalnik o profilu konserwatywnym, wydawany w latach 1994-2023.

## Historia
„Fronda” została założona w 1994 przez Rafała Smoczyńskiego i Grzegorza Górnego. Pierwszy numer ukazał się w czerwcu 1994 i miał nakład 1000 egz.
Pomysł założenia pisma pojawił się w 1993 w gronie dziennikarzy związanych z „Życiem Warszawy“.
Do czasu odejścia Smoczyńskiego z pisma w 2001 roku redagowali je wspólnie obaj założyciele. W latach 2001–2005 pracami kierował Grzegorz Górny. Od sierpnia 2005 do października 2007 redaktorem naczelnym był Marek Horodniczy, po nim kierownictwo ponownie objął Górny. Redaktorem kwartalnika od czerwca 2012 do czerwca 2013 był Tomasz Terlikowski, zaś w czerwcu 2013 zastąpił go Mateusz Matyszkowicz. Matyszkowicz zmienił profil pisma na kulturalny i zmienił nazwę na „Fronda Lux”. W marcu 2016 redaktorem naczelnym pisma został jego dotychczasowy współpracownik Jerzy Kopański.
W październiku 2024 wydawca ogłosił zakończenie wydawania pisma. Ostatni numer ukazał się w 2023.

### Fronda w TV
Sukces pierwszego wydania kwartalnika stał się podstawą zaproszenia zespołu redakcyjnego „Frondy” do stworzenia audycji telewizyjnej w TVP. Program Poświęcony był emitowany w TVP1 w latach 1994–2001. Audycje były jednymi z najliczniej oglądanych w kategorii programów kulturalnych. Łącznie wyemitowano ok. 150 odcinków.
Kontynuacje ich mają miejsce w Raporcie specjalnym Polsatu, Archiwum XX wieku TV Puls, Wojnie światów w TVP w Literaturze na trzeźwo w Telewizji Republika oraz w programie Chuligan literacki emitowanym przez TVP Kultura.

## Wydawnictwo
Kwartalnik wydawany jest przez Wydawnictwo Fronda.
Wydawnictwo publikuje także w serii Biblioteka „Frondy” książki autorów polskich (także wznowienia publikacji z lat 30. i 40. XX wieku) oraz tłumaczenia z języków obcych (zwłaszcza angielskiego, francuskiego i rosyjskiego). Zakres podejmowanej w nich tematyki wchodzi teologia i filozofia chrześcijańska, współczesna polska poezja, dramat i proza, a także publicystyka o tendencji konserwatywnej i katolickiej.

## Profil ideowy
Specyfikę periodyku oddaje jego podtytuł: „Pismo poświęcone”. „Fronda” odwołuje się do nauki Kościoła katolickiego, w szczególności do encyklik Jana Pawła II, korzystając jednocześnie z estetyki kontrkulturowej i instrumentarium postmodernizmu.
Od końca lat 90. „Fronda” skoncentrowała się na związkach kultury i religii. Opublikowała m.in. dyskusje nt. możliwości wypracowania przez Kościół katolicki tzw. pozytywnej teologii judaizmu liczne wywiady z polskimi i zagranicznymi hierarchami katolickimi, w tym z kardynałem Ratzingerem. W piśmie często spotyka się nawiązania do scholastycznej filozofii sztuki oraz myślicieli XX-wiecznych: Thomasa Stearnsa Eliota, Gilberta Keitha Chestertona, Nikołaja Bierdiajewa, Jacques’a Maritaina i Erica Voegelina.

## Znaczenie pisma i opinie o nim
Na łamach pisma publikowali lub nadal publikują tacy autorzy, jak: poeci Krzysztof Koehler, Wojciech Wencel, Przemysław Dakowicz, Wojciech Kudyba, Stanisław Chyczyński, Artur Nowaczewski, Szymon Babuchowski, Adrian Sinkowski, Tadeusz Dąbrowski i Przemysław Borkowski, poetka Anna Piwkowska, pisarze Jakub Lubelski, Łukasz Orbitowski,  filozofowie: Rafał Tichy, Piotr Nowak, Marek Kochan, historycy Nikodem Bończa-Tomaszewski, Mikołaj Mirowski, Jerzy Eisler, Jan Żaryn i Paweł Skibiński, publicyści Piotr Gociek, Krzysztof Kłopotowski, Cezary Michalski, Lech Jęczmyk, Piotr Semka, Remigiusz Okraska, Paweł Rojek, Tomasz Rowiński, Maciej Parowski, Michał Dylewski, Tomasz Terlikowski, Dawid Wildstein, Dominik Zdort, Łukasz Adamski, Stefan Sękowski,  ks. Waldemar Chrostowski, ks. Marek Dziewiecki, Joanna Lichocka, Joanna Najfeld, Jacek Karnowski, Łukasz Warzecha, Maja Narbutt, Paul Cameron, Krzysztof Wołodźko oraz eseiści Paweł Lisicki, Filip Memches i Aleksander Kopiński.
We „Frondzie” publikował także wiersze ówczesny redaktor naczelny „Lampy i Iskry Bożej” oraz obecny redaktor naczelny „Lampy”, Paweł Dunin-Wąsowicz.
„Fronda”, choć o profilu konserwatywnym, wzbudza kontrowersje również na prawicy. Fronda otrzymała w 2009 roku 50 000 zł dotacji z Ministerstwa Kultury. W ankiecie „Tygodnika Powszechnego” nt. najważniejszych zjawisk w kulturze polskiej „Fronda” została określona jako awangarda młodej inteligencji katolickiej w Polsce m.in. przez hierarchów Kościoła katolickiego.

## Zmiany w redakcji
Latem 2007 zarząd wydającej pismo przedsiębiorstwa Fronda PL sp. z o.o. zdecydował o odwołaniu Marka Horodniczego z funkcji redaktora naczelnego – na jego miejsce desygnowano Grzegorza Górnego. Horodniczy ustąpił ze stanowiska pod koniec października 2007. Dwa tygodnie potem, solidaryzując się z dotychczasowym szefem pisma, rezygnację z dalszych prac we „Frondzie” złożyło 8 spośród 9 członków redakcji: Nikodem Bończa-Tomaszewski, Michał Dylewski, Aleksander Kopiński, Łukasz Łangowski, Filip Memches, Rafał Tichy, Wojciech Wencel i Jan Zieliński. Z dotychczasowego składu pozostał jedynie współzałożyciel pisma Grzegorz Górny, który ponownie objął jego kierownictwo. Byli redaktorzy „Frondy” tworzą nowe czasopismo – kwartalnik „44 / Czterdzieści i Cztery”. Do nowej redakcji „Frondy” weszli między innymi Piotr T. Pałka, Dawid Wildstein, Mateusz Dziób, Joanna Michalina Wal.

## Portal Fronda.pl
Przy czasopiśmie działał Portal Poświęcony Fronda.pl o cechach społecznościowych (m.in. newsy, forum, blogi). Jego założycielem i pierwszym redaktorem naczelnym od jesieni 2008 do maja 2010 był Piotr Pałka. Od maja 2010 do września 2014 jego redaktorem naczelnym był Tomasz Terlikowski.
Od listopada 2014 roku portal Fronda.pl nie jest związany z kwartalnikiem „Fronda”.